# Eat-Man
Eat-Man (イートマン?) o también Eatman es un manga creado por Akihito Yoshitomi en 1996, el cual fue publicado por ASCII Media Works mensualmente en 19 tomos en la revista Dengeki Comic Gao!.
En 1997, Studio DEEN realizó una serie de anime de 12 episodios dirigida por Kōichi Mashimo, que se transmitió en Japón desde el 9 de enero hasta el 27 de marzo de 1997 por TV Tokyo. Una segunda serie titulada Eat-Man '98 (イートマン ’９８?), también animada por Studio DEEN, fue trasmitida desde el 8 de octubre hasta el 23 de diciembre de 1998.

## Argumento
Eat-Man es una serie de historias autoconclusivas acerca de un mercenario llamado Bolt Crank, quien tiene la capacidad de comer cualquier cosa (de preferencia metales) y mediante ello producir cualquier objeto en su mano.
El mundo de Eat-Man es una mezcla de un futuro de alta tecnología con cuentos de hadas. Los episodios se ubican en varios mundos y tiempos indefinidos.
Bolt Crank es el mejor explorador en el mundo. "Explorador" en el manga es un tipo de mercenario, aunque los mercenarios en el manga hacen cualquier trabajo, incluso asesinatos, los exploradores fueron empleados con principios.
Bolt tiene un poder extraño, la capacidad de comer cualquier cosa metálica y después recrearlo (o incluso arreglarlo si el objeto ingerido estaba dañado) en cualquier parte de su cuerpo. Este objeto generalmente se crea en sus manos, aunque a veces también en otras partes del cuerpo, como su cabeza, pecho o piernas.
En el manga se revela que el interior del cuerpo de Bolt es de hecho un espacio vacío. Los objetos que consume flotan en un espacio sin fin. Algo así como el bolsillo de cuatro dimensiones de Doraemon.
Él es un hombre de pocas palabras y no muestra sus sentimientos. Siempre actúa fríamente, su cínica personalidad y su actitud de "siempre terminar un trabajo" pueden hacerlo parecer un personaje muy frío y oscuro. Pero al final, siempre encuentra la forma de hacer lo correcto. Nunca aparece mirando hacia el pasado, ni arrepintiéndose de él. Es sin dudas uno de los personajes más intrigantes de todo el anime.
Aunque el pasado de Bolt permanece en el misterio en toda la serie, algunas historias nos dan pistas acerca de su pasado, incluyendo algunos personajes que aparecen en varios episodios. Al final del manga se revela mucho acerca de quien y qué es Bolt, pero la identidad exacta permanece en misterio.
El personaje de Bolt Crank hizo una acertada aparición en otra creación de Akihito Yoshitomi llamada Ray. La historia es incluida en un capítulo especial, “Drop in”, en Ray tomo 5 de las páginas 167 a 190.

## Insinuaciones de la serie
- Bolt nunca envejece, pero en el manga se revela que no es inmortal (puede ser lastimado o asesinado).

- La serie sugiere que fue creado antes del comienzo del género humano. En un episodio acerca de la caída de dos razas aladas antes de la llegada de los hombres, hay una profecía acerca de un “"Hombre que come todo" que será el guardián de la humanidad hasta el final de los tiempos”.

- Otros posibles orígenes son mostrados en otras historias. Donde Bolt “trabajó” en un centro de investigación que hizo pruebas con humanos y creaciones humanas con poderes extraños, como una mujer inmortal (con regeneración instantánea), una chica que se convierte en monstruo, otra chica que genera electricidad, etc. El trabajo de Bolt consistía en cuidar a los niños que eran sujetos de prueba, aunque se sugiere que él fue otro de esos sujetos de prueba.

- Cada vez que Muerte trata de matar a Bolt, este comería tiempo, aire, luz, vida, oscuridad y otros "elementos", para crear un universo. Bolt entonces viajaría por nuevos universos para tomar trabajos.

- El final del manga se revela que ha viajado entre universos por un largo periodo de tiempo. Así que aunque no está atado a las leyes del espacio y dimensión, si está atado a las leyes del tiempo.

## Personajes
Esta es la lista de los personajes en la serie:
- Aimie: Una vieja detective amiga de Bolt. Es inmortal, y en la niñez fue un exitoso experimento superhumano en el laboratorio en el cual Bolt trabajo. Ella investiga una serie de asesinatos de científicos, el cual terminó con su búsqueda de venganza hacia aquellos que la crearon.

- Naomi: La compañera de cuarto de Aimie y su novia lesbiana. Fue un fallido experimento en el mismo laboratorio como Aimie, donde también conoció a Bolt. Tiene el aspecto de una niña porque no envejece. Es muy inestable y se convierte en monstruo.

- Elena: Una chica que puede generar electricidad. Era la hermana de Rivette. Fue una vez la novia de Leon.

- Margot: Una chica que desmantela partes mecánicas y que ayuda a Bolt en varios episodios. Frecuentemente desmantela las armas y municiones para que Bolt las coma más fácilmente.

- Hard Wolfstar: Otro explorador con un fuerte sentido de justicia. Las misteriosas maneras de ser de Bolt algunas veces lo hacen desconfiar, creyendo que Bolt es su rival o enemigo. Hard admira a Bolt como el gran explorador, y trata de seguir sus pasos.

- Leon: Duplicado de Bolt. No se especifica si son gemelos o si uno es clon del otro. Leon tiene el mismo poder de Bolt, pero puede crear nuevas cosas y vida consciente. Se enamoró de una androide que él creó (Stella). Deprimido por no hacer a Stella humana, se mató con el plan de resucitar como máquina con la ayuda de Bolt.

- Rain Boyer: Sobrina nieta de un famoso explorador llamado Boyer, y su todopoderosa espada Boyer. Ella es mostrada como una pequeña niña sin experiencia buscando la espada en el volumen uno. Después en el volumen ocho se ve adulta y exploradora experimentada con un pequeño enamoramiento con Bolt.

- Rivette: Una experimentada exploradora con el poder de generar electricidad. Es cínica y le interesa solo el dinero, al menos superficialmente. De hecho está buscando a su hermana Elena, quien fue secuestrada cuando Rivette era solo una niña

- Roan mi Ferdo: La princesa de un país el cual esta a la merced del Rey Demonio, visto en la primera historia de Eat-Man. Se disfrazó como una exploradora para servir y guiar a Bolt. La verdad el disfraz era lo que pudo cumplir sus deseos finales para viajar con un gran explorador antes de que el Rey Demonio la matara por su sangre. De todas formas, Bolt destruyó al rey y Roan fue salvada

- Selena Bryan: La secretaría y amiga de la niñez del emperador, desobligada de sus deberes y creyendo que no tendría más utilidad. Se determinó a cumplir una promesa de la niñez que le hizo recupera la Flama de Flor para su boda. Poco sabía ella quien sería la esposa del emperador...

- Shadow: Un asesino con mucho resentimiento a Leon. Pensó que Bolt era Leon y buscaba hacer sufrir a Bolt, sin importar que. Se vistió como Bolt y mato gente, manchando su nombre y haciendo a Bolt buscado en varios países. Tiene algunos poderes psíquicos. Estuvo enamorado de Stella y odia a Leon por eso.

- Stella: Una mujer que se enamoró de Leon. De hecho es un androide creado por él, pero enloqueció cuando él se mató. Planeó convertir a todos los humanos en máquina, para terminar con la mortalidad. Hizo algunos experientos torcidos para lograrlo. Ella ultimadamente terminó viviendo con Leon resucitado como máquina para toda la eternidad.

- Teromea: Una máquina parásito creado por León. Engañó a Bolt para que lo comiera, viviendo en el cuerpo de Bolt como un parásito, molestándolo. Su último objetivo fue resucitar a Leon, y convenciendo a Bolt para hacerlo parte de su plan. La resurrección involucro a Teromea comiendo a Leon y usando los poderes de Bolt para recrearlo.

- Dean Doyle Wolfstar: Es hermano de Hard, aunque su apariencia es de una mujer, estuvo cuidando a unos huérfanos pero fue secuestrado por el dueño de una compañía porque quería verlo cantar, Bolt con la ayuda de Roberto lo rescatan y en el acto también aparece su hermano Hard. Él y Hard formaron un dúo musical llamados Los Wolfstars, con Hard tocando la guitarra pero luego se separaron.

- Eurydice: Una chica hacker, se llama a sí misma como la "especialista en computadoras número uno". Ella ayudó a Bolt en muchas aventruas, obteniendo información y enlazando a Bolt a través de redes de realidad virtual.

- Maxyl: Una exploradora cuyo padre también lo fue y sigue sus pasos; suele hacerse pasar por sirvienta en sus trabajos, en una trabaja para un tipo que vive en una mansión creyendo que es una base de operaciones de Stella, Bolt llega al lugar a investigar y la conoce. Más adelante conocerá a Warren dentro de un remolque en una misión para descubrir lo que le sucedió a su padre en un pueblo cuyo alimento especial prologa la vida.

- Warren: Un explorador novato (Tomo 13 acto 52), su primer trabajo consistió en proteger a un chico de unos cazarrecompensas, estaba esperando la ayuda del contratista, pero resulta ser Bolt. Al final resulta que en realidad el contratista quiere eliminar al chico porque es un arma viviente, pero Bolt le enseña que siempre hay que "terminar el trabajo". Ayudará a Bolt en otros trabajos y se enamora de Maxyl.

- Roberto: Un hombre quien fue Sylvaka un explorador de renombre con disfraz pero ya retirado (Tomo 13 acto 53) el pueblo está azotado por el crimen debido a que alguien se hace pasar por él y quieren que vuelva el verdadero, pero su hija Yuri insiste y se mete en problemas, Bolt llega a proponerle un trabajo que requiere de él. Él reconsidera y retoma el papel de Sylvaka, debido a que su esposa no le gustan los obesos y por lo tanto vuelve a ser explorador para bajar peso. Ayudará a Bolt en otros trabajos.

## Anime
Los episodios lanzados por Studio DEEN en 1997 tuvieron grandes diferencias con el manga. Dicha serie es una versión libre de autor de la mano de Kōichi Mashimo, basada en el manga de Akihito Yoshitomi, donde la mayoría de los elementos de fantasía fueron quitados, dejando más un mundo futurista. La personalidad de Bolt Crank es muy diferente a la del manga, este Bolt muestra más sus sentimientos, odia su vida como explorador y desea ser una persona normal. Cada episodio es una historia independiente bajo una abstracta atmósfera.
Al año siguiente, fue lanzada una nueva serie titulada Eat-Man '98, basada fielmente en el manga. Animada nuevamente por Studio DEEN y dirigida por Toshifumi Kawase.
Ambas serie de anime fueron licenciadas y estrenadas para América Latina e Iberia (España y Portugal) en versión subtitulada por el canal Locomotion en el año 2001; en España también se emitió en 2006 por el canal La Sexta, con doblaje realizado en dicho país. Ambas series están licenciadas en Norteamérica por Bandai Entertainment y el manga por Viz Media.